# Roel Houwink

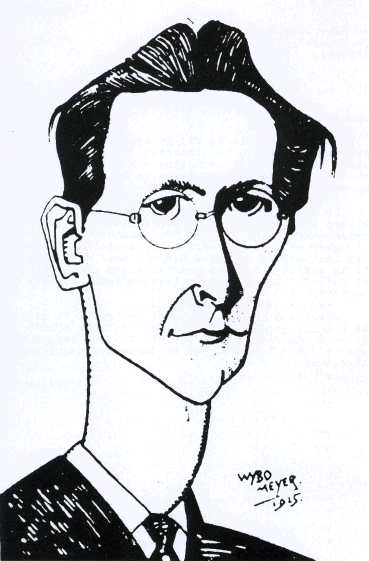
Roel Houwink in 1925 (karikatuur van Wybo Meijer)

Roelof Martinus Frederik (Roel) Houwink (Breda, 17 januari 1899 - Zeist, 3 juni 1987) was een Nederlands schrijver en dichter. Hij heeft ook gepubliceerd onder het pseudoniem H. van Elro. Hij was redacteur van het tijdschrift van de 'jong-protestanten' Opwaartsche Wegen en vriend en steunpilaar van Gerrit Achterberg.

## Levensloop
Roel Houwink bracht zijn vroege jeugd door in Middelburg. Hij bezocht het gymnasium in Utrecht en Groningen. In 1919 verhuisde hij naar Zeist waar hij Hendrik Marsman leerde kennen. Er ontwikkelde zich een vriendschap en een gedeelde belangstelling voor het expressionisme in de literatuur. Zeldzame voorbeelden van Nederlands expressionistisch proza bevat de in eigen beheer uitgegeven bundel Novellen (1920-'22) uit 1924. Houwink en Marsman waren enige tijd redacteur van het literaire tijdschrift De Vrije Bladen, Houwink schreef bovendien literaire kritieken voor het Utrechtsch Dagblad. Hij ging rechten studeren in Utrecht en studeerde af in 1925.
In hetzelfde jaar 1925 bekeerde hij zich tot het christendom, onder invloed van Der Römerbrief (theologisch boek over het Bijbelboek Romeinen) van Karl Barth. Hij trouwde in 1926. Hij werd in 1940 lid van de Nederlandse Hervormde Kerk. Hij werd een vooraanstaande figuur in de protestantse letteren, sloot zich aan bij de 'jong-protestanten' en werd redacteur van Opwaartsche Wegen. Hij speelde ook een belangrijke rol als vriend en steunpilaar van Gerrit Achterberg.
In de lente van 1943 schreef de Nederlandsche Omroep, onder auspiciën van het departement voor Volksopvoeding en Kunsten een prijsvraag uit voor de dichtende Nederlandse jeugd. Roel Houwink maakte deel uit van de jury, samen met Martien Beversluis, Adriaan van Hees, Jaap van Kersbergen en dr. Jo van Ham.
Voor zijn rol in de oorlog, lidmaatschap van de Kultuurkamer en medewerking aan pro-Duitse bladen, werd hij na de oorlog gestraft met een tijdelijk publicatieverbod, een boete en een voorwaardelijke gevangenisstraf. Na de oorlog was zijn rol in de letterkunde uitgespeeld.
Op latere leeftijd ging hij zich in Oosterse wijsheid verdiepen en beschouwde hij zich niet langer als christen.

## Oeuvre
- Novellen (1920-'22) (1924)
- Doodsklok (1925)
- Hesperiden (1925) (onder ps. H. van Elro)
- Madonna in tenebris  (1925)(onder ps. H. van Elro)
- Maria (1925)
- Christus' ommegang in het Westen (1926)
- Om den dood (1926)
- Zes kleine elegieën (1926)
- Brieven aan een gevangene (1930)
- Marceline (1930)
- Strophen en andere gedichten (1930)
- Voetstappen (1931)
- FAUST als levensgezel (1932)
- Nicodemus (1933)
- Christofoor (1934)
- Witte velden (1935)
- De wilde wingerd (1936)
- Rondom het boek" (1936) (Boekenweekgeschenk)
- Een man zonder karakter (1938)
- De blauwe engel (1939)
- Gebroken kleuren (1939) (bloemlezing uit het werk van Jacq. v.d. Waals)
- "Onder de 18" (1939) (illustraties van Jo Spier, G. F. Callenbach Nijkerk)
- Friedrich Hölderlin: Een portret van den dichter uit zijn leven en werken (1943) (samenstelling, inleiding, vertaling van het proza: Houwink; vertaling van de gedichten: George de Sévooy)
- Spes unica (1951)
- Uilen naar Athene dragen (1956)
- Persoonlijke herinneringen aan Marsman (1961)
- Het raadsel Achterberg (1973)
- Ongeregeld goed (1974)
- Lao Tse's Tao Teh King (1976)
- Middelburgs dagboek (1976)
- Uit verwondering (1977)
- Doorbroken cirkels (1979)
- Onnoembare (1980)
- Muziek omkranst de stilte (ca. 1980)
- Er is meer onder de zon... (1981)
- Strofen over de liefde (1982)
- Uitzicht en vergezicht... (1982)
- In elke vloek schuilt een mank engeltje (1983)
- Licht-zinnige gedichten (1987)
- Ongebaande wegen (1991)
- Door het open raam (1992)